# Kiss Kiss Goodbye
Kiss Kiss Goodbye ist ein englischsprachiger Song des slowakischen Sängers Adonxs. Mit dem Song vertrat er Tschechien beim Eurovision Song Contest 2025 in Basel.

## Hintergrund
Adonxs wurde als Vertreter Tschechiens vom Rundfunk Česká televize am 11. Dezember 2024 vorgestellt. Die Auswahl erfolgte intern durch eine demoskopische Jury, eine internationale Jury und durch ein Komitee des Rundfunkes. Der Titel und das Musikvideo wurden erstmals am 7. März 2025 der Öffentlichkeit präsentiert.
Das Lied wurde von einem größeren Team geschrieben, wobei auch der Interpret selbst beteiligt war. Die Produktion erfolgte durch Ronald Janeček, George Masters-Clark und Lorenzo Calvo.
Das Drehbuch zum Musikvideo wurde von Jiří Horenský geschrieben, welcher auch Regie führte. Es zeigt den Interpreten beim Versuch einer Zeitreise.

## Beim Eurovision Song Contest
Beim Eurovision Song Contest trat Adonxs mit dem Song im 2. Halbfinale am 15. Mai für Tschechien unter der Startnummer 12 an. Das Land konnte jedoch nicht das Finale erreichen.